# خورشیدگرفتگی ۲۵ اکتبر ۲۰۴۱
خورشیدگرفتگی ۲۵ اکتبر ۲۰۴۱ (به انگلیسی: Solar eclipse of October 25, 2041) یک خورشیدگرفتگی از نوع خورشیدگرفتگی حلقه‌ای است. این خورشیدگرفتگی در تاریخ ۲۵ اکتبر ۲۰۴۱ میلادی (‎۴ آبان ۱۴۲۰ خورشیدی) روی خواهد داد که زمان اوج آن، ساعت ۱:۳۶:۲۲ به‌وقت ساعت هماهنگ جهانی است. مدت زمان و طول این خورشیدگرفتگی ۶ دقیقه و ۷ ثانیه خواهد بود.